# Mrowiska
Mrowiska – wieś sołecka  w Polsce położona w województwie mazowieckim, w powiecie mińskim, w gminie Halinów.
| SIMC    | Nazwa         | Rodzaj    |
| ------- | ------------- | --------- |
| 0002861 | Mrowiska Duże | część wsi |
| 0002878 | Mrowiska Małe | część wsi |

Wierni Kościoła rzymskokatolickiego należą do parafii Matki Łaski Bożej w Halinowie.

## Historia
Wieś powstała w wyniku kolonizacji Puszczy Dębskiej w obszarze majątku Dębe Wielkie, należącego do książąt mazowieckich, a później do królów polskich, na terenie ziemi czerskiej. Pierwsze kolonie leśne (tzw. kąty) istniały tu już najprawdopodobniej w XV wieku i są wzmiankowane w dokumencie z 1504 roku jako Kąty (późniejsze Kąty Dębskie lub Kątniki).  
Jako odrębna wieś Mrowiska zostały lokowane w roku 1589, a następnie przywilej lokacyjny potwierdzono w 1613 roku. W dokumentach wieś występuje również jako Mrowiska Dębskie (lub Dębskie Mrowiska), a do połowy XIX wieku zamiennie używano też nazwy Kąty Dębskie. Do czasu rozbiorów Polski miejscowość przynależała do królewszczyzny Dębe Wielkie, a później była wsią rządową. Wieś należała do katolickiej parafii Długa Kościelna, erygowanej w 1455 roku. 
W roku 1789 w Mrowiskach było 8 domów zasiedlanych przez poddanych chłopów, a dodatkowo mieszkała tam jedna rodzina wolnych sołtysów wybranieckich. Również w 1789 roku (lub nieco wcześniej) powstała tu przydrożna karczma, którą od 1810 dzierżawił Żyd o nazwisku Heylowicz. W 1827 roku wieś Mrowiska oraz sąsiednie Kąty Mrowiskie (późniejszy Olesin) liczyły już 22 domy i 202 mieszkańców. Do wsi zaliczano też karczmarską osadę Mrowisko liczącą w 1827 roku 2 domy i 23 mieszkańców.  
Do 1952 roku gromady Mrowiska i Chobot należały do gminy Dębe Wielkie w powiecie mińskim. Po 1952 weszły w skład gminy Halinów (funkcjonującej jako dzielnica Halinów i gromada Halinów) w powiecie otwockim. W latach 1973–1975 oraz od 1999 roku miejscowość wraz z gminą ponownie weszła w skład powiatu mińskiego. W latach 1975–1998 miejscowość administracyjnie należała do województwa warszawskiego.